# Världsutställningen 1855

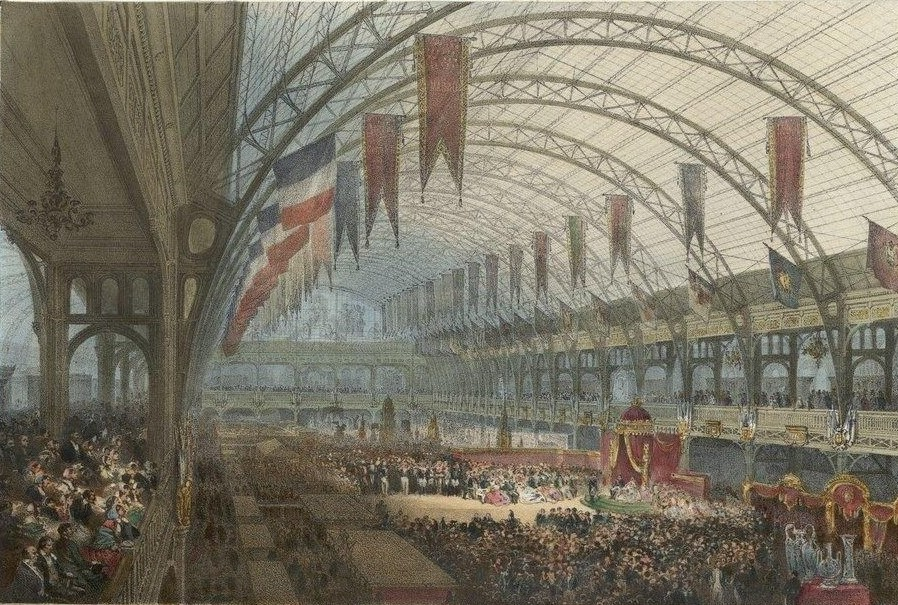
Invigning av världsutställningen 1855 i Paris av Napoleon III på Palais de l'Industrie.

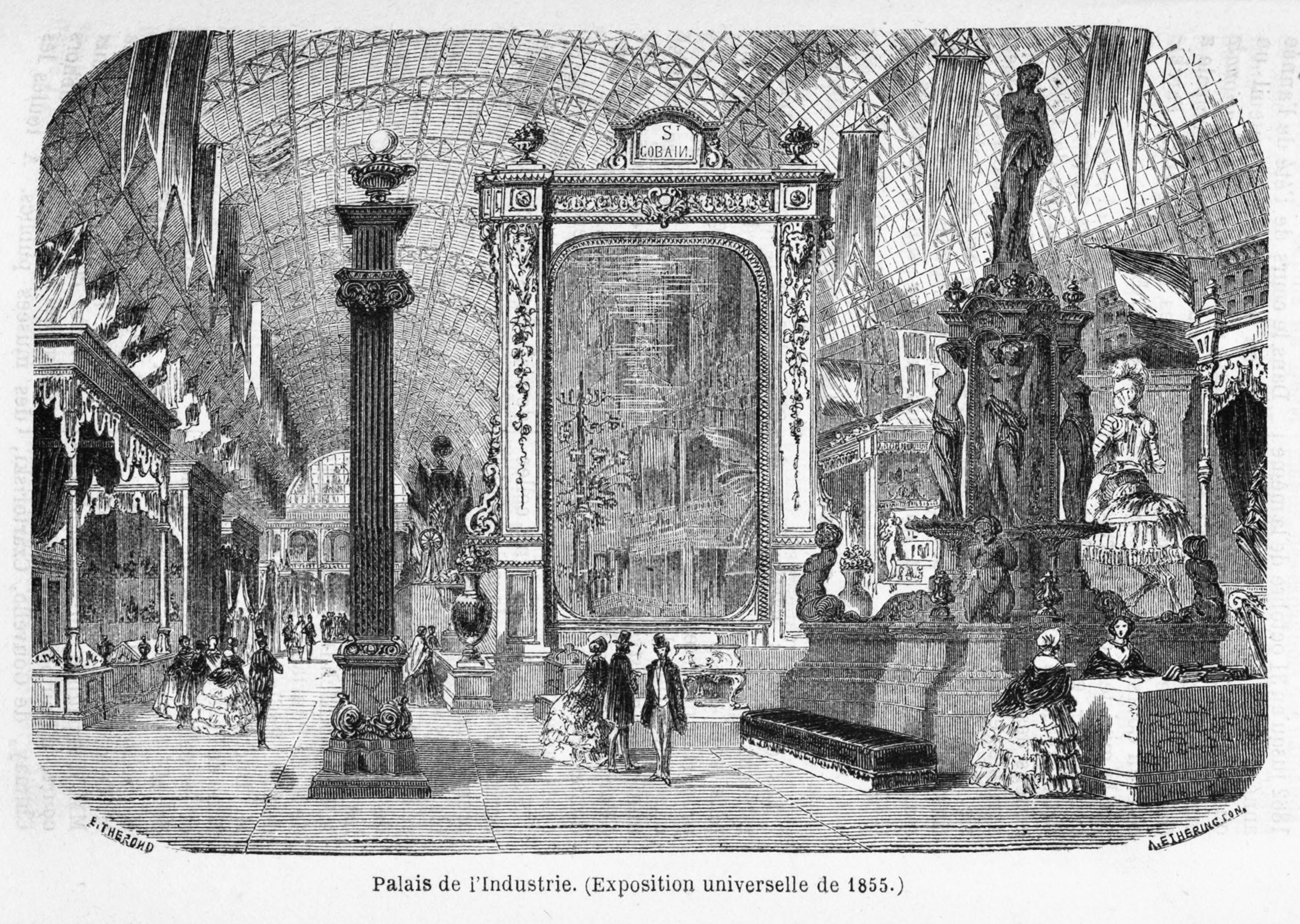
Interiör från Palais de l'Industrie.

Världsutställningen 1855 (franska: Exposition Universelle) var en världsutställning, som arrangerades i Paris i Frankrike 15 maj]–15 november 1855. Den var den första världsutställningen i Frankrike och var en efterföljare av Londonutställningen 1851. Den har senare följts av nio större utställningar i Paris fram till 1937.
Huvudbyggnaden på utställningen var Palais de l'Industrie.
417 svenskar deltog i utställningen. Bland dessa vann Mamsell O. C. Lindgrens tapisseriaffärs bidrag andra pris i sin tävlingsklass för en salongsmöbel i nyrokoko med en klädsel av flerfärgat korsstygnsbroderi på röd botten.
Jönköpings Tändsticksfabrik fick pris för sina säkerhetständstickor.